# سوسنسكاي
سوسنسكاي (بالروسية: Сосенский) هي إحدى مدن روسيا في الكيان الفدرالي الروسي كالوغا أوبلاست.
محمد مازن الجعفري 107